# Tegenaria talyshica
Tegenaria talyshica är en spindelart som beskrevs av Guseinov, Marusik och Koponen 2005. Tegenaria talyshica ingår i släktet husspindlar, och familjen trattspindlar.
Artens utbredningsområde är Azerbajdzjan. Inga underarter finns listade i Catalogue of Life.